# Metro-Goldwyn-Mayer Animation
Metro-Goldwyn-Mayer Animation (abbreviato in MGM Animation) era la divisione di animazione dello studio cinematografico Metro-Goldwyn-Mayer , specializzato in produzioni di lungometraggi e serie televisive animati. La sezione è stata fondata nel 1993 ed è fallita nel 2002. 

## Filmografia

### Film
- Le nuove avventure di Charlie (All Dogs Go to Heaven 2), regia di Larry Leker e Paul Sabella (1996)
- Babes in Toyland, regia di Toby Bluth e Charles Grosvenor (1997) — direct-to-video
- Anche i cani vanno in paradiso - Un racconto di Natale (An All Dogs Christmas Carol), regia di Paul Sabella (1998)— direct-to-video
- Il segreto di NIMH 2 - Timmy alla riscossa (The Secret of NIMH 2: Timmy to the Rescue), regia di Dick Sebast (1998)— direct-to-video
- Tom Sawyer, regia di Paul Sabella e Phil Mendez (200)— direct-to-video

### Serie TV
- La Pantera Rosa (The Pink Panther) (1993-1996)
- Anche i cani vanno in paradiso (All Dogs Go to Heaven: The Series) (1996)
- RoboCop: Alpha Commando (1998-1999)
- I Cuordileone (The Lionhearts) (1998)[4]